# Heraklonas
Konstantinos Herakleios (tiếng Hy Lạp: Κωνσταντῖνος Ἡράκλειος), tên gọi theo kiểu tiếng Anh là Heraklonas, Heraclonas, hoặc Heracleonas (626 – 641), là con trai của Herakleios với người cháu gái Martina của mình, là Hoàng đế Đông La Mã một thời gian ngắn từ tháng 2 đến tháng 9 năm 641. 
Cậu được rửa tội và chính thức trị vì với tên gọi Konstantinos Herakleios, nhưng cái biệt danh nhỏ bé Heraklonas (Ἡρακλωνᾶς), tức tiểu Herakleios, được đưa vào trong các thư tịch của Đông La Mã và đã trở thành tiêu chuẩn trong sử sách. Heraklonas có thể được sinh ra tại Lazica trong khi cha cậu đang bận tham gia chiến dịch chống lại vua Ba Tư Khosrau II của nhà Sassanid. Cậu có lẽ là con trai thứ tư của Martina và Herakleios, nhưng người đầu tiên sinh ra với cơ thể lành lặn nên đủ tư cách lên ngôi.
Vào cuối triều đại Heraclius nhờ ảnh hưởng của mẹ mà cậu nhận được danh hiệu Augustus vào ngày 4 tháng 7 năm 638, sau khi Herakleios qua đời thì Heraklonas được tôn làm đồng hoàng đế với người anh họ Konstantinos III (Herakleios Konstantinos).
Cái chết sớm của Konstantinos III vào tháng 5 năm 641, để Heraklonas trở thành hoàng đế duy nhất. Nhưng đã có lời đồn đại rằng chính hai mẹ con đã giết Konstantinos sớm dẫn đến một cuộc nổi loạn dưới quyền tướng Valentinus, người đã buộc Heraklonas phải chấp nhận đứa cháu của ông là Konstans II làm đồng hoàng đế. Martina nhằm cân bằng thất bại này đã định đưa người con út là Caesar David (Tiberios) kế thừa ngôi vị hoàng đế. Nhưng điều này chỉ đơn thuần là kích động những người ủng hộ Konstans II, làm cho Valentinus lan truyền tin đồn rằng Martina và Heraklonas có ý định loại bỏ Konstans và những người ủng hộ hoàng đế. Cuộc nổi dậy xảy ra sau đó đã lật đổ hai mẹ con Heraklonas và Martina. Đám loạn quân đã cho nhục hình Heraklonas và lưu đày đến Rhodes được ít lâu thì mất. Con của Konstantinos III là Konstans II trở thành hoàng đế duy nhất.